# Direitos LGBT no Uruguai

Uruguai no mapa

O Uruguai foi o primeiro país da América Latina a aprovar a união civil de homossexuais, em 2007. A nova
legislação garante direitos similares aos casais heterossexuais em temas como herança e pensão.
Em 2009 foi aprovado um projeto de lei permitindo a adoção de crianças por casais homossexuais. Ainda neste ano foi aprovado
o ingresso de homossexuais nas Forças Armadas.
Em 2013 o país se tornou o décimo segundo do mundo
 (e o segundo da América Latina, junto à Argentina) a aprovar o casamento entre homossexuais.
Em 2014 o país ficou na nona posição do ranking de melhores países para o público LGBT da revista Spartacus